# Il concetto dell'angoscia
Il concetto dell'angoscia. Semplice riflessione per una dimostrazione psicologica orientata in direzione del problema dogmatico del peccato originale (in danese Begrebet Angest. En simpel psychologisk-paapegende Overveielse i Retning af det dogmatiske Problem om Arvesynden) è un'opera del filosofo Søren Kierkegaard, pubblicata con lo pseudonimo di Vigilius Haufniensis il 17 giugno 1844, lo stesso giorno di Prefazioni di Nicolaus Notabene e quattro giorni dopo le Briciole filosofiche di Johannes Climacus.
Il libro è dedicato a Poul Martin Møller.

## Contenuto
- Prefazione
- Introduzione
- 1. L'angoscia intesa come presupposto del peccato originale e come il peccato originale la cui spiegazione si ha risalendo alla sua origine
- 2. L'angoscia come sviluppo del peccato originale
- 3. L'angoscia come conseguenza di quel peccato che è la mancanza della coscienza del peccato
- 4. L'angoscia del peccato ovvero l'angoscia come conseguenza del peccato nel singolo
- 5. L'angoscia che salva mediante la fede

## Tema
Il libro parla di una paura senza fondamento che tortura l'uomo fin dal peccato originale, un'angoscia intesa come possibilità di esercitare la propria libertà e in questo senso anche di mostrarci la via per la salvezza. Questa condizione psichica è fondamentale nell'essere umano perché egli si trova nella sintesi tra infinito e finito, tra eterno e temporale, al confine tra necessità e libertà.
Il peccato originale (in danese Arvesynd che si può tradurre "peccato ereditato") è il primo dei passi che porta l'uomo all'esistenza, intesa come "possibilità" (non più solo "necessità", che pertiene all'essenza), attraverso la perdita dell'innocenza e dell'ignoranza a essa collegata. Ma con l'aiuto della fede – che non è frutto di meditazione razionale o esito di argomentazioni filosofiche, bensì un "salto" – si può evitare la vertigine dell'angoscia e riposare nella Provvidenza.
Il "momento", che è l'eternità riflessa nel presente, dove il tempo e l'eternità si toccano e "il tempo taglia continuamente l'eternità e l'eternità continuamente penetra il tempo", rivela che l'eterno è nel futuro, ovvero nel possibile. Ma anche qui può esserci angoscia, perché la possibilità della libertà si rovescia nel "demoniaco", diventa malinconica e taciturna, chiusa alla comunicazione, pronta all'abbrutimento, all'assenza di interiorità. Fenomeni che gli appartengono, anche opposti tra loro, sono l'incredulità e la superstizione, l'ipocrisia e il desiderio di scandalizzare, l'orgoglio e la viltà, anche se essi non sono davvero degli opposti, ma tipici "sotterfugi" del demoniaco. Infatti, "chi, nel rapporto con la colpa, viene educato dall'angoscia, troverà quiete soltanto nella redenzione".

## Edizioni
- Il concetto dell'angoscia, trad. Michele Federico Sciacca, Milano: Bocca, 1940
- Il concetto dell'angoscia, trad. Meta Corssen, Firenze: Sansoni, 1942
- Il concetto dell'angoscia, trad. ridotta a cura di Enzo Paci, Torino: Paravia, 1953
- Il concetto dell'angoscia e La malattia mortale, a cura di Cornelio Fabro, Firenze: Sansoni, 1953
- Il concetto dell'angoscia, a cura di Bruno Segre, Milano: Opportunity, 1994 ISBN 88-8111-130-6
- Il concetto di angoscia, a cura di Cornelio Fabro, Milano: SE, 2007 ISBN 978-88-7710-717-6